# Matrix, máquina filosófica
Matrix, machine philosophique (lit. "Matrix, máquina filosófica") es un libro publicado en 2003 en Editions Ellipses (ISBN 2-7298-1841-3), compuesto de trece ensayos en los que se explota y explora las relaciones del film The Matrix con la filosofía.
- "La voie du guerrier", (El camino del guerrero), David Rabouin.
- "La Matrice ou la caverne?", (¿La Matriz o la caverna?), Thomas Benatouil.
- "Éloge de la contingence", (Elogio de la contingencia), Jean-Pierre Zarader.
- "La liberté virtuelle", (La libertad virtual), Patrice Maniglier.
- "Le tao de la Matrice", (El tao de la Matriz), David Rabouin.
- "La puissance de l'amour", (El poder del amor), Patrice Maniglier.
- "Les dieux sont dans la Matrice", (Los dioses están dentro de la Matriz), Elie During.
- "Mécanopolis, cité de l'avenir", (Mecanópolis, ciudad del futuro), Patrice Maniglier.
- "Sommes-nous dans la Matrice?", (¿Estamos dentro de la Matriz?), Thomas Benatouil.
- "Dialectique de la fable", (Dialéctica de la fábula), Alain Badiou.
- "Trois figures de la simulation", (Tres caras de la simulación), Elie During.
- "Matrix, machine mythologique", (Matrix, máquina mitológica), Patrice Maniglier.

## La polémica
Aun cuando los autores son todos filósofos profesionales, la polémica estalló tras la publicación del libro, unos acusándoles de aprovecharse del éxito comercial de la película,  otros de comprometer la filosofía con un asunto intrascendente. Los filósofos Jaques-Olivier Begot y Frédéric Pouillaude en un artículo en el periódico Libération del 11 de noviembre de 2003 (La filosofía al servicio de Matrix) criticaban el oportunismo mediático de la obra.